# Dichoropetalum carvifolia
Dichoropetalum carvifolia (смовдь кминолиста як Peucedanum carvifolia) — вид рослин з родини окружкових (Apiaceae), поширений у Європі.

## Опис
Рослина 50–100 см заввишки. Листки з обох сторін блискучі, нижні й середні стеблові — на довгих черешках, довгасті, двічі перисторозсічені, 8–20 см завдовжки. Кінцеві часточки листків 3–8 мм шириною, гострі. Промені зонтика на внутрішній стороні запущені. Пелюстки жовті або світло-жовті.

## Поширення
Поширений у західній, південній і південно-східній Європі.
В Україні вид зростає на лісових галявинах і узліссях, у чагарниках — у Закарпатті (м. Хуст, м. Опоковці), рідко; в Лісостепу і Степу.